# Fēnix (Toverland)
Fēnix est un parcours de montagnes russes en métal situé à Toverland à Sevenum, aux Pays-Bas. Il s'agit de montagnes russes de type Wing Coaster fabriqué par Bolliger & Mabillard. L'attraction a ouvert ses portes le 7 juillet 2018. Fēnix fait partie de la zone Avalon, dont le thème est basé sur les légendes celtiques. Il s'agit également du premier Wing Coaster aux Pays-Bas.

## Expérience
Fēnix comprend un sommet de 40 mètres de haut et un tracé de 813 mètres de long. Le manège comporte 3 inversions : une dive drop, un Immelmann et un zero-G roll.
À la sortie de la gare, le train effectue un virage à droite de 180 degrés avant de gravir le sommet de 40 mètres de haut. Le train effectue ensuite un virage à droite de 90 degrés avant de descendre en piqué. Atteignant une vitesse de 95 km/h, le train passe sur une colline d'airtime avant d'entrer dans une boucle Immelmann. Le train entame ensuite une hélice à droite de 360 degrés qui débouche sur un zero-G roll. Après le rouleau zéro-g, le train passe par un headchopper et une série de virages inclinés avant d'entrer dans la piste de freinage et la station.